# الرابطة الوطنية لألعاب القوى الجامعية
الرابطة الوطنية لألعاب القوى الجامعية (بالإنجليزية: National Association of Intercollegiate Athletics)‏ تأسست في عام 1940، وهي رابطة رياضية جامعية للكليات والجامعات في أمريكا الشمالية.